# Teriba
Teriba est un groupe musical béninois féminin formé en 2002 par un trio de femmes chanteuses du Bénin. Ce groupe est révélé au grand public en 2006 grâce à son premier album intitulé Gan Na Ho. Teriba valorise le patrimoine musical béninois à travers des chants a cappella et un mélange de mélodies et rythmes traditionnels béninois comme le tchink ou tchinkoumey, le massé et de sonorités africaines et occidentales.

## Historique
Les trois « sœurs de cœur » comme elles se font appeler parfois, ont commencé à chanter dans les chorales d'église et participé aux concours de chants organisés dans des collèges durant les années 2000. Elles se sont donné pour objectif de faire connaître tous les rythmes du Bénin, en utilisant un vaste éventail de percussions, dont le tambour bemdré,.
Le nom « Teriba » signifie humilité en langue yoruba. Elles sont au nombre de cinq avant que Gisèle et Sofiath quittent le groupe, laissant Zékiath Abogourin, Tatiana Ahissou et Carine Ahissou poursuivre l’aventure sous le nom de Teriba Trio.
En 2019 le groupe Teriba est désormais réduit à deux du fait du départ Zékiath, une de leurs membres. Le désormais duo initie un nouveau projet dénommé FÂme qui est une combinaison de fâ et de femme. Grâce à ce projet, les sœurs Ahissou Tatiana Murielle (alias Kikê) et Carine Inès Émilie (alias Folakê) font des spectacles entre février 2019 et mars 2019 où la musique et l'art plastique ont servi à rendre hommage à la nature et à la gent féminine pour son rôle de fer de lance dans la société.

## Discographie
Albums
- 2006 : Gan nan ho et Akpé

1. To tché

- 2014 : Akpé

1. To tché

- 2016 : Titigoeti

1. Titigoeti

- 2020 : Ateleni

Single
- 2019 : Olodjobi[4]

## Prix et distinctions
- 2007 : participation au Festival MASA en Côte d’Ivoire
- 2008 : participation aux Nuits atypiques 2008 de Koudougou au Burkina Faso
- 2008 : nommées au Kora Awards du continent africain dans la catégorie « Meilleur groupe traditionnel »
- 2009 : trophée Hokan récompensant le « meilleur groupe féminin béninois »
- 2012 : deuxième place au Prix découvertes RFI/France 24[3]